# ムンカーチ・ミハーイ
ハンガリー名、ムンカーチ・ミハーイ、ドイツ語名、ミヒャエル・フォン・ムンカーチ、本名ミヒャエル・リープ（Munkácsy Mihály、Michael von Munkácsy、本名:Michael Lieb、1844年2月20日 - 1900年5月1日）はハンガリーの画家である。

## 略歴
現在のウクライナ最西部のザカルパッチャ州のムカチェヴォ（ウクライナ語: Мукачево、ハンガリー名: Munkács）で、バイエルン出身の役人の息子に生まれた。ドイツ語の本名はミヒャエル・リープであったが、1863年に故郷の地名のハンガリー名を姓として名乗るようになった。4年ほど大工の徒弟をした後、1863年にブダペストの美術学校で学び、1864年からウィーン美術アカデミーで学んだ。1866年にミュンヘンに移り、戦争画や狩りの絵を得意とするフランツ・アダム(Franz Adam: 1815-1886)に学んだ。ミュンヘンではヴィルヘルム・ライブルらと親しくなった。1868年からはデュッセルドルフ美術アカデミーでバンジャマン・ヴォーティエ(Benjamin Vautier: 1829-1898)やルートヴィヒ・クナウス(Ludwig Knaus: 1829-1910)に学んだ。デュッセルドルフで代表作の一つ、「死刑囚最後の日」を描いた。この作品は1870年のパリのサロンで金賞を受賞し、ムンカーチ・ミハーイを人気画家にした。1872年にパリに移り1896年までパリで活動した。
男爵夫人と知り合い、男爵が1873年に死去すると、1874年に未亡人と結婚した。夏はルクセンブルクのEllの邸宅で過ごし、冬はパリの邸で過ごしことになった。画商と契約を結び、画家としても成功していたが、1880年半ばから作品は時代遅れであるという批判を受けるようになった。1880年代の末、オーストリア政府からの依頼でウィーンの美術館の天井画を描き、1889年にはブダペストの国会議事堂の装飾画の依頼をうけ1893年までブダペストで働いた。この頃からおそらく梅毒により障害が現れ始め、1897年からドイツ、ノルトライン＝ヴェストファーレン州のバーデン＝バーデンの療養所で治療を受けるが、1900年にノルトライン＝ヴェストファーレン州のエンデンニッヒ(Endenich)の精神病院で死去した。

## 作品

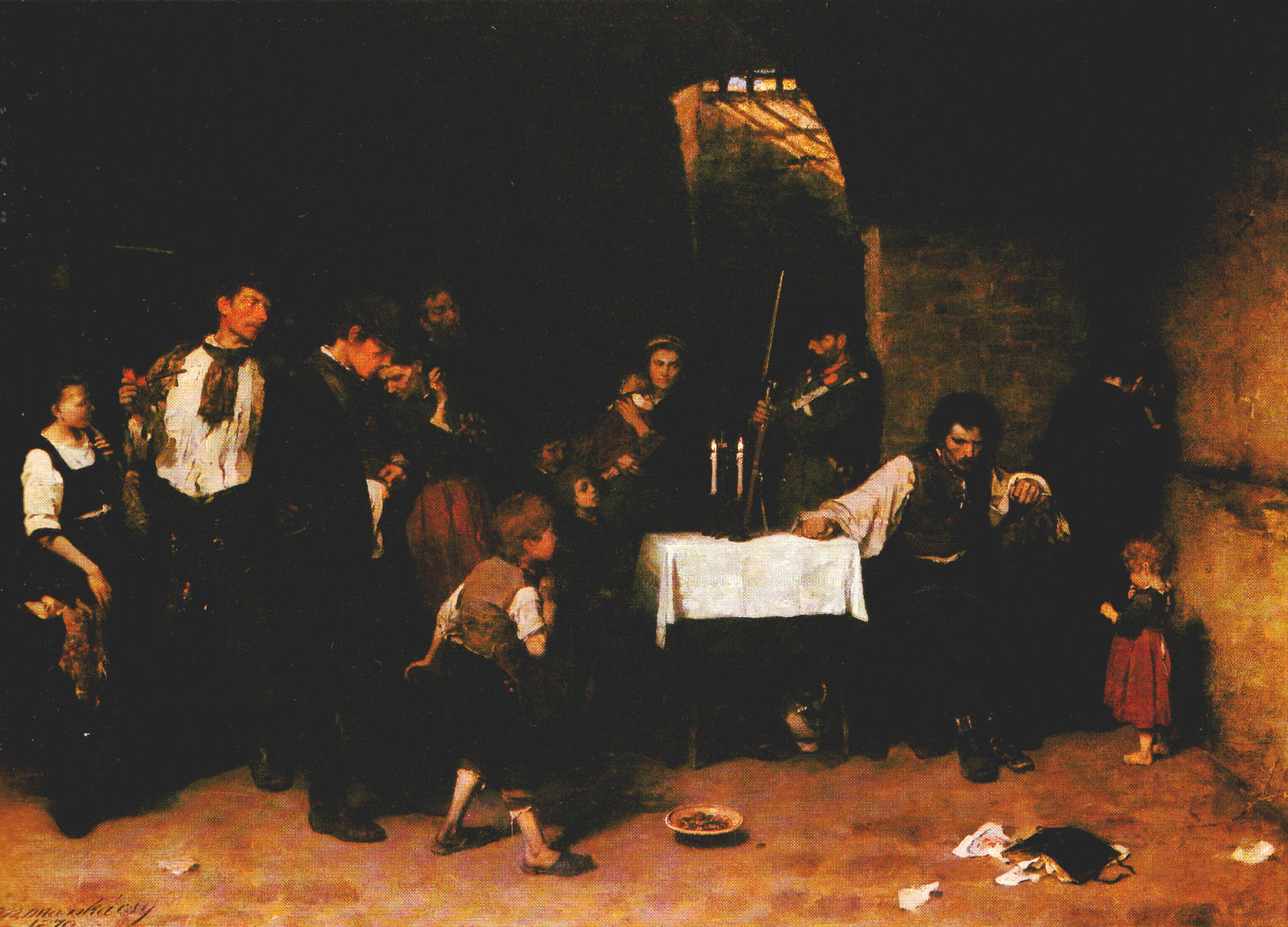
「死刑囚最後の日」(1870)
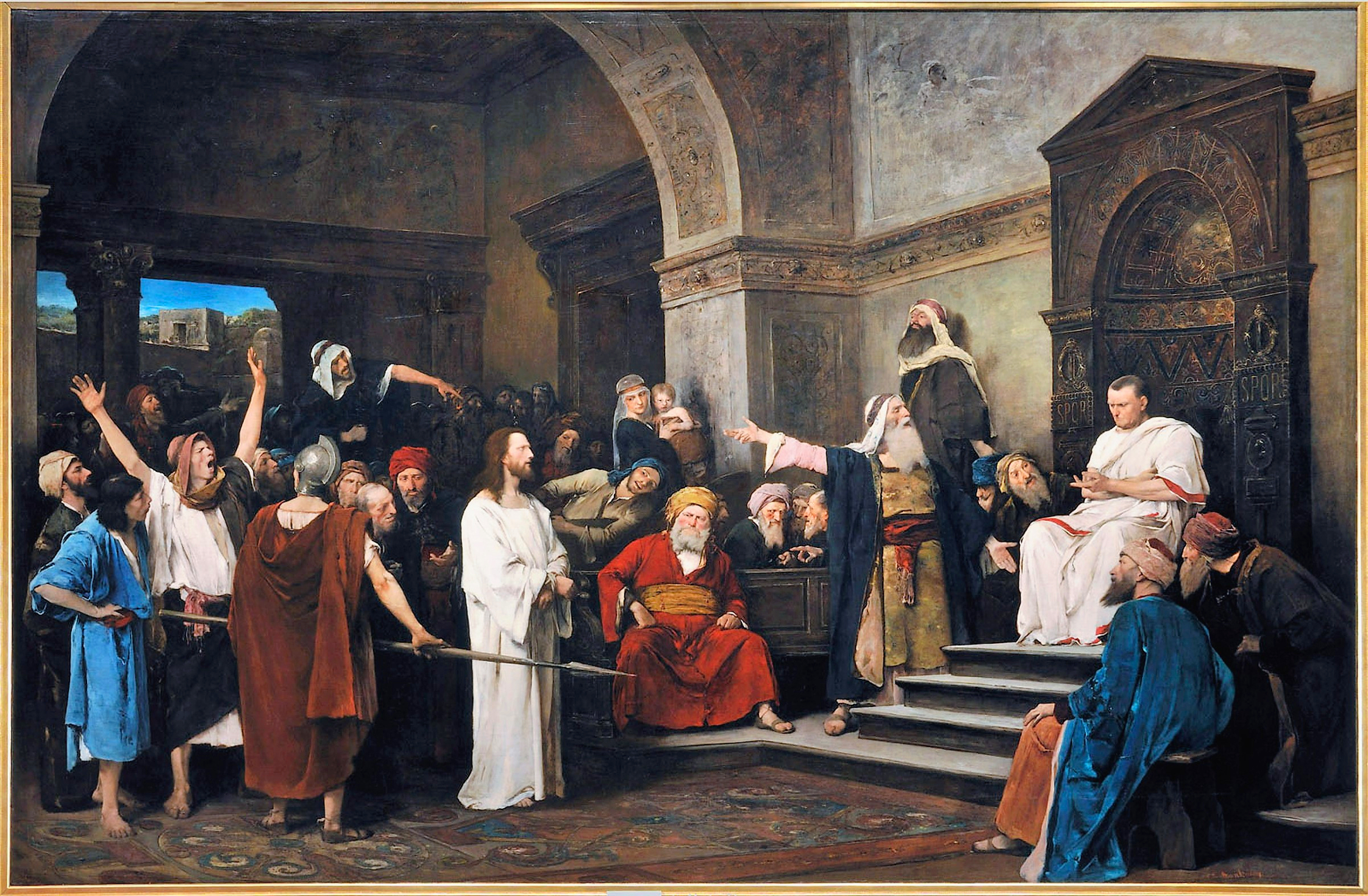
ピラトの前のキリスト
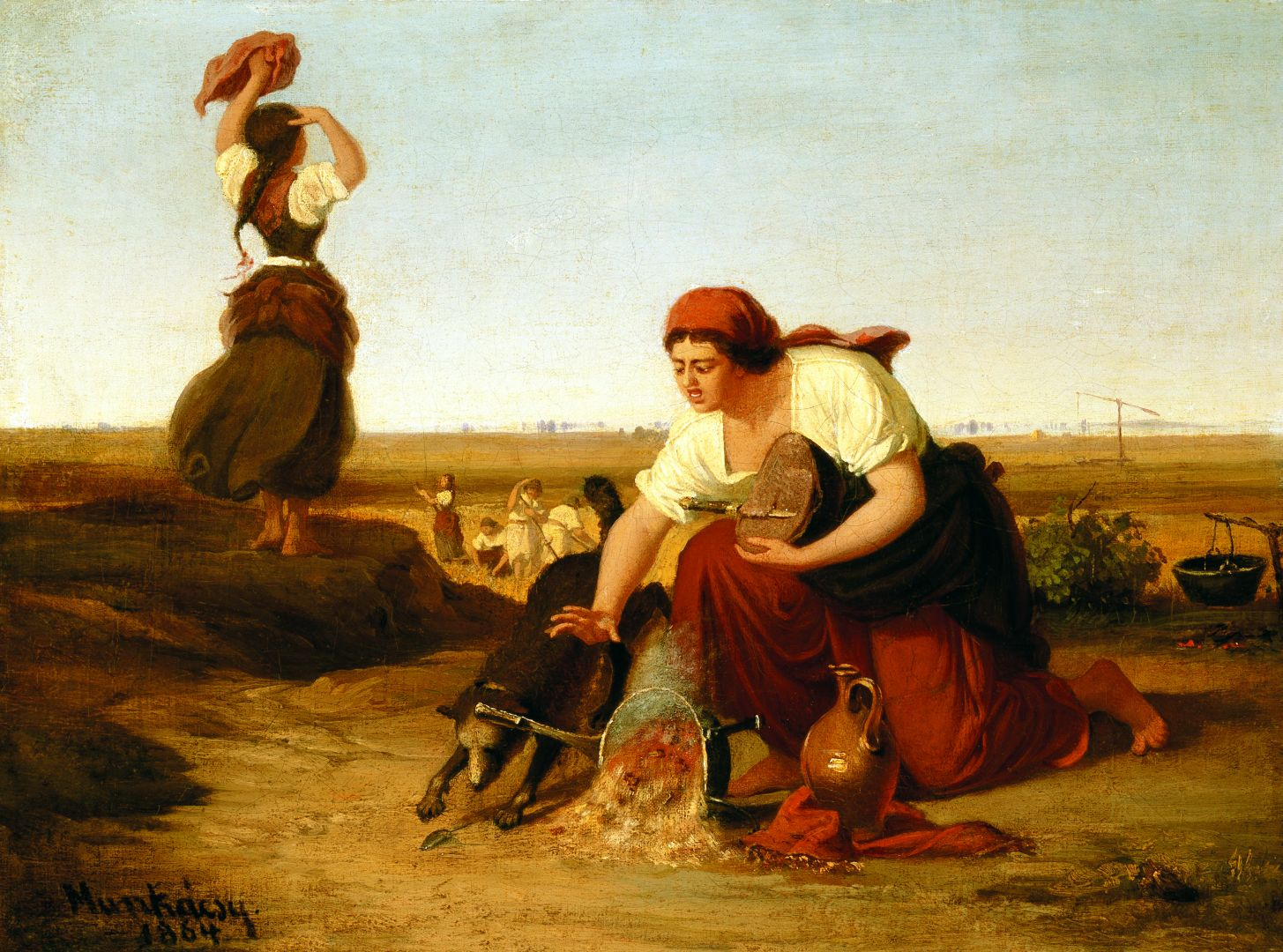
Le chaudron (1864)
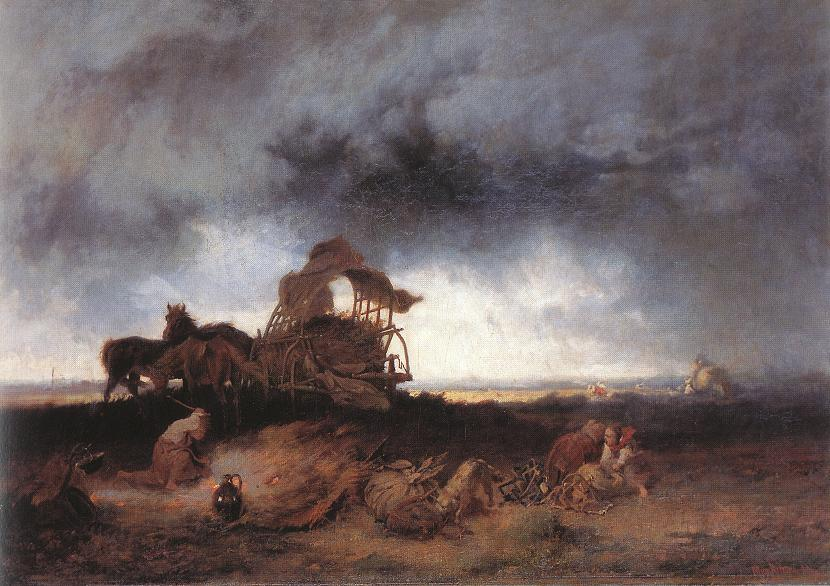
荒野の嵐、(1867)
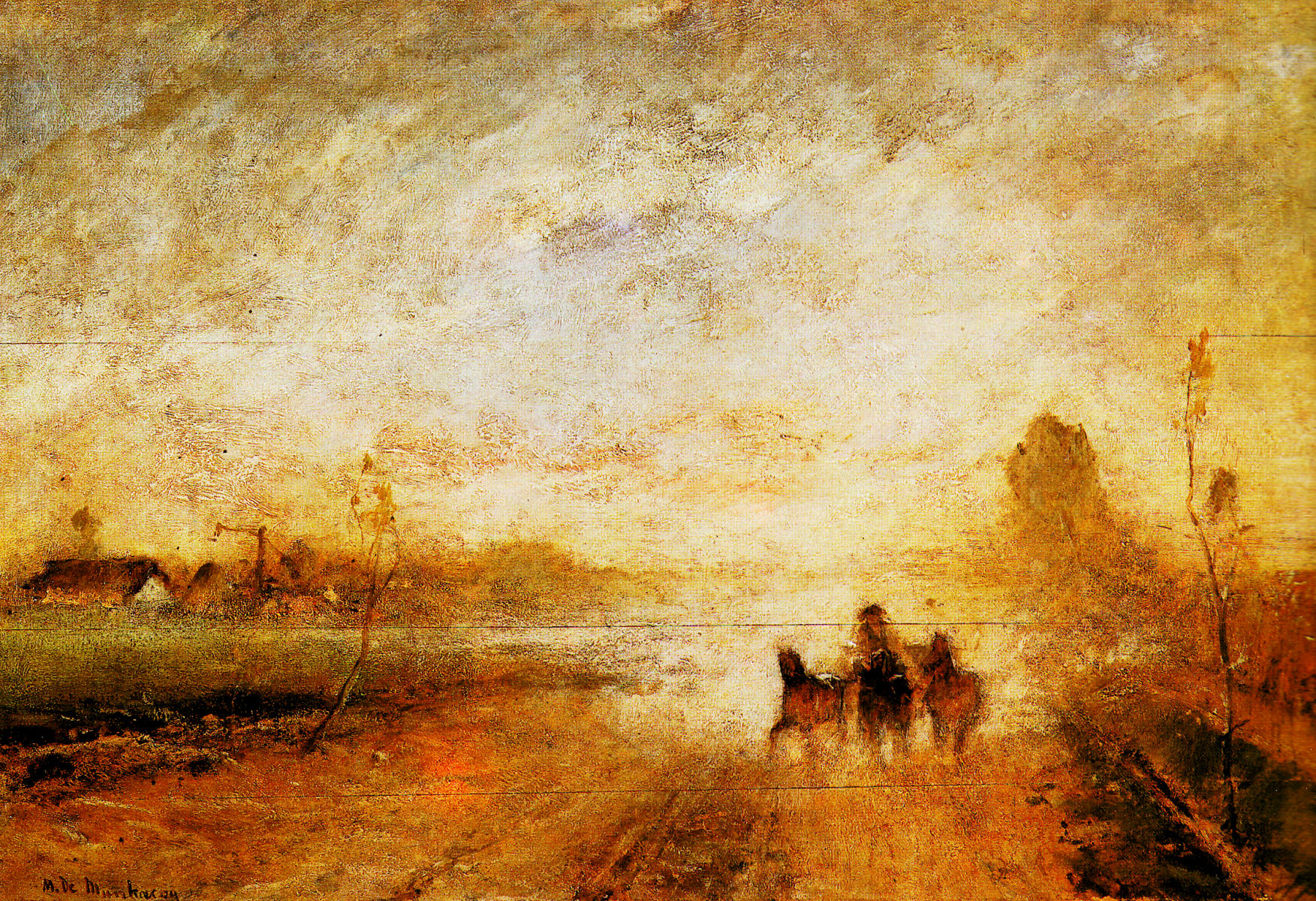
砂ぼこりの道(1874)
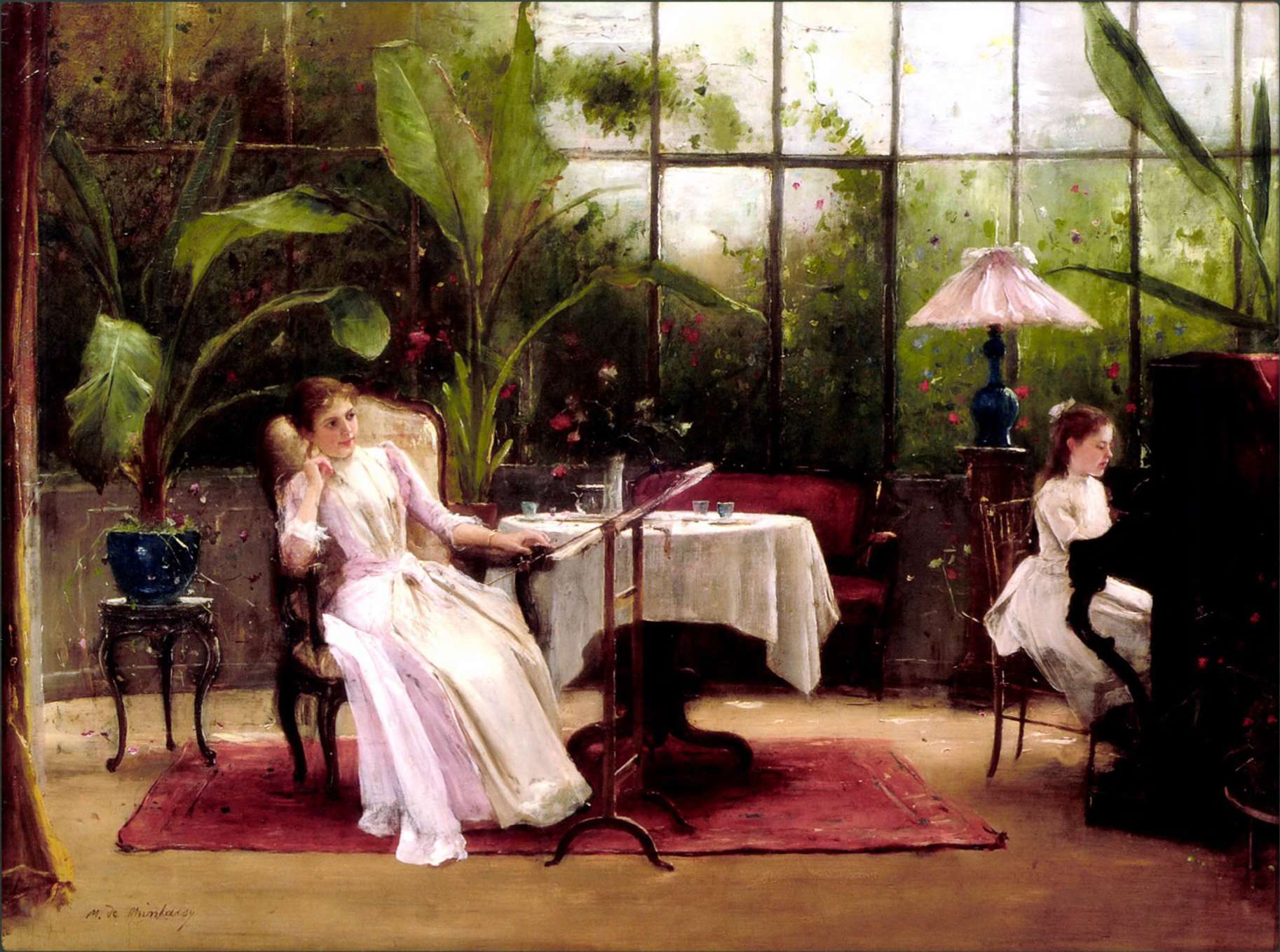
ピアノの練習　(1890s)